# 埃斯屈雷斯
埃斯屈雷斯（法語：Escurès，法語發音：[ɛskyʁɛs]）是法国大西洋比利牛斯省的一个市镇，属于波城区。

## 地理
埃斯屈雷斯（43°27'54"N, 0°7'26"W）面积4.18 平方千米，位于法国新阿基坦大区大西洋比利牛斯省，该省份为法国东南部省份，涵盖了贝阿恩与北巴斯克，西临大西洋比斯開灣，北至朗德省，东北接热尔省，东临上比利牛斯省，南与西班牙接壤。
与埃斯屈雷斯接壤的市镇（或旧市镇、城区）包括：卡斯蒂永（朗贝县）、科贝尔-阿贝尔、朗贝、莱斯皮耶勒、锡马库尔布。

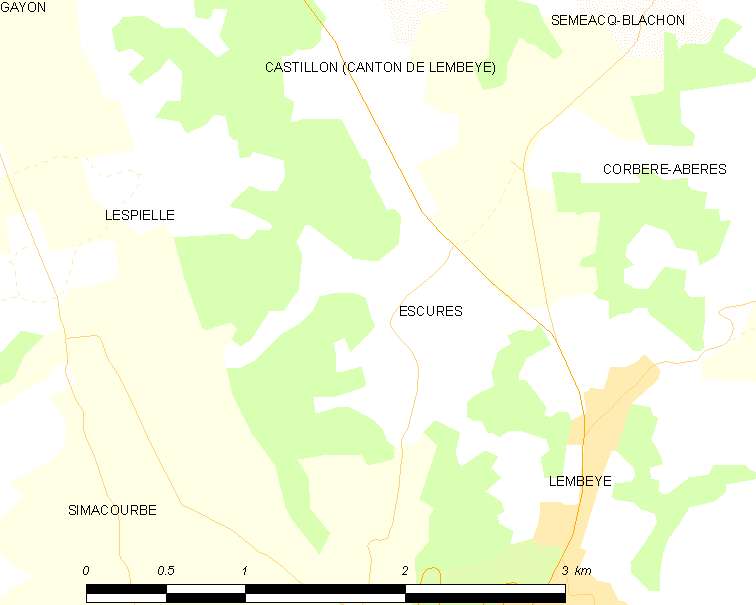
埃斯屈雷斯的OSM定位图

埃斯屈雷斯的时区为UTC+01:00、UTC+02:00（夏令时）。

## 行政
埃斯屈雷斯的邮政编码为64350，INSEE市镇编码为64210。

## 政治
埃斯屈雷斯所属的省级选区为吕伊河土地和维克比伊山坡县。

## 人口

1962-2008年间埃斯屈雷斯人口变化图示

埃斯屈雷斯于2022年1月1日时的人口数量为143人。